# Cal Rei (Tivissa)
Cal Rei és una obra de Tivissa (Ribera d'Ebre) inclosa a l'Inventari del Patrimoni Arquitectònic de Catalunya.

## Descripció
És un edifici aïllat situat en una de les cares de la plaça del Mercat. Consta de tres crugies i és de planta baixa i tres pisos amb la coberta plana. La façana es compon simètricament segons tres eixos, el central obert amb un gran portal d'arc mixtilini d'acabament escarser. Des de l'arrencada de l'arc sobresurten unes mènsules allargades que sostenen el balcó superior. Els finestrals dels costats també tenen sortida a un balcó, i presenten una motllura superior rematada amb una petita cornisa. Les golfes s'obren amb pòrtics d'arc de mig punt ceràmic agrupats de dos en dos, delimitats per una barana ceràmica. Els nivells de forjat estan definits amb cornises. A part de les obertures, els dos nivells centrals es troben diferenciats del primer i el darrer pel tractament del mur; a la planta baixa és arrebossat, al primer pis amb estucat quadriculat i escacat i al darrer ceràmic.